# Carlos Luis Maldonado
Carlos Maldonado (Maracaibo, Venezuela, 3 de enero de 1979) es un exbeisbolista venezolano que participó en la Liga Venezolana de Béisbol Profesional y en las Grandes Ligas de Béisbol.
En la temporada 2005/2006 se inicia con Caribes de Anzoátegui en el béisbol venezolano, luego en septiembre de 2006 se convierte en el venezolano 196 en llegar a las Grandes Ligas, es firmado como receptor de los Piratas de Pittsburgh. Para la temporada 2007/2008 ingresa a los Leones del Caracas tras una disputa legal contra Caribes de Anzoátegui por la "regla 75" que se refiere a los jugadores que están en otro país y las reservas que deben existir para que haya equidad entre los equipos venezolanos.
También había jugado antes con las Águilas del Zulia y con Pastora de los Llanos, más estos equipos le brindaron muy pocas oportunidades. Sin embargo obtuvo un título con los rapaces en la 99-2000
En el año 2011 regresa a las Águilas del Zulia en un cambio por Wladimir Sutil. Al año siguiente, es objeto de un nuevo cambio, esta vez a los Navegantes del Magallanes por el también receptor Humberto Quintero. Fue campeón con los turcos en la 2012-13
- Datos: Q2939391
- Multimedia: Carlos Maldonado / Q2939391